# Maut
Maut er et ord afledt af det gotiske Mota, hvor det betød afgift eller told i form af vejafgift.
I dag betegner det den afgift der pålægges køretøjer i Tyskland, Østrig og Schweiz. I disse lande skal alle køretøjer over 3.5 tons betale en ekstra afgift for at benytte motorvejene og nogle landeveje. Da lastbiler hedder LKW på tysk (lastkraftwagen) betegnes afgiften også som LKW-maut. Der har fra nogle tyske politikeres side været ønske om også at udvide denne afgift til at gælde personbiler (PKW-Personkraftwagen), men det er foreløbig blevet ved diskussionerne.
LKW-maut i Tyskland blev indført den 1. januar 2005.